# Bohuš Heran
Bohuš Heran, křtěný Bohumil Václav (6. února 1907, Ústí nad Orlicí - 4. května 1968, Praha) byl virtuóz na violoncello a hudební pedagog. Byl jedním z iniciátorů Kociánovy houslové soutěže a zasloužil se také o uspořádání prvního ročníku violoncellové soutěže pro mladé talenty v roce 1968, která po něm nese jeho jméno. Zemřel v 61 letech.

## Život
Základy hudebního vzdělání dala Heranovi matka, zdatná amatérské klavíristka. Brzo se začal učit hrát na housle zprvu u Adolfa Dlouhého, ale hlavně u vynikajícího místního amatérského hudebníka Aloise Sychry. V devíti letech začala jeho výuka ve hře na violoncello u Jana Mazánka. Díky tomu, že v blízkém Brandýse nad Orlicí měl letní byt proslulý violoncellista Hanuš Wihan, stal se Heran v roce 1919 jeho soukromým žákem. Pod jeho vedením se Heran natolik zdokonalil, že by roku 1920 jako třináctiletý přijat na Pražskou konzervatoř, jejíž středoškolské oddělení i mistrovskou školu vystudoval do roku 1926, oba stupně u Jana Buriana. Sám o tom napsal: „Oproti ostatním spolužákům jsem postupoval tak rychle, že jsem celou Davidovu školu přehrál v rekordním čase dvou měsíců. I dále jsem postupoval velmi rychle, takže jsem do konce školního roku probral látku tří ročníků a při závěrečných zkouškách jsem postoupil rovnou do čtvrtého ročníku...Ovšem to bylo jen při těch předmětech, ve kterých jsem čtvrtý ročník dohonil. Jinak jsem postupoval se svými původními spolužáky...“ Středoškolské studium uzavřel roku 1925 provedením Saint-Saënsova Koncertu d moll s Českou filharmonií, řízenou Václavem Talichem, který tehdy na konzervatoři vyučoval a na závěr studia na mistrovské škole, jejímž žákem byl již od roku 1924, hrál Dvořákův Violoncellový koncert op. 104 opět s Českou filharmonií, tentokrát řízenou Františkem Stupkou. Poté díky stipendiu francouzské vlády, které získal jako jeden ze 20 mladých Čechoslováků, se v letech 1926-28 vzdělával na pařížské Národní konzervatoři (Conservatoire National de Musique) u Gérarda Hekkinga. V následujících dvou letech byl angažován jako první violoncellista městského orchestru ve švýcarském Winterthuru, přičemž v létě působil jako koncertní mistr Puppova orchestru v Karlových Varech. Roku 1930 nastoupil ve stejné funkci do tehdejšího ještě nevelkého orchestru Radiojournalu, který rychle rostl a od roku 1938 nesl název Symfonický orchestr Československého rozhlasu. V něm Heran setrval do roku 1953, kdy odešel vyučovat hru na violoncello na Pražskou konzervatoř a od roku 1962 do konce života vyučoval svůj obor na Janáčkově akademii múzických umění v Brně, kde se v pozdější funkci prorektora školy výrazně zasloužil o rozšíření koncertního uplatnění studentů školy. Roku 1967 založil Mezinárodní interpretační kurzy JAMU; jejichž první ročník se uskutečnil v Luhačovicích. Byl jedním ze spoluzakladatelů soutěže mladých houslistů v Ústí nad Orlicí, nesoucí jméno tamního rodáka Kociana, která se koná od roku 1959 a soutěže mladých violoncellistů, která se koná od roku 1968 tamtéž ve dvouletých intervalech. Na Heranovu paměť, který zemřel čtyři dny před zahájením jejího prvního ročníku, nese jeho jméno.
Jako sólista i komorní hráč se věnoval hudbě od baroka po současnost. Po druhé světové válce podnikl koncertní cesty do Polska, dvakrát do Maďarska a 1957 dvouměsíční turné do Číny, kde vystupoval s houslistou Ivanem Kawaciukem a klavíristou Otakarem Vondrovicem v triu. Souborně provedl violoncellové skladby J. S. Bacha, L. van Beethovena a českých skladatelů 18. století. Premiéroval skladby Emila Hlobila, Iši Krejčího, Klementa Slavického ad., z nichž některé mu byly věnovány. Uváděl též díla Josefa Bohuslava Foerstera, Bohuslava Martinů, Osvalda Chlubny, Slávy Vorlové, Karla Háby, jehož Violoncellový koncert provedl na 13. mezinárodním festivalu soudobé hudby v Praze roku 1935 nebo Jana Kapra. V jeho repertoáru byla i díla soudobých zahraničních autorů jako Arthura Honeggera, Daria Milhauda aj. V letech 1942–47 byl členem Pražského klavírního kvarteta, poté jeho nástupnického souboru Pražského tria, vystupujícího příležitostně do 1950. Jako druhý violoncellista spolupracoval s kvartety Pražským a Ondříčkovým. Pro začínající violoncellisty sestavil několik sbírek instruktivních skladbiček, pro vyspělejší studenty čtyřdílný soubor etud, které vyšly v několika vydáních. Pro tisk upravil a revidoval violoncellové skladby různých autorů. Město Ústí nad Orlicí udělilo Heranovi 1967 čestné občanství a v roce 1988 tam byla odhalena jeho busta.

## Tvorba (výběr)

### Hudební dílo
- Základní etudy pro violoncello (4 svazky), Praha, Státní pedagogické nakladatelství, 1960 (1. vydání)
- Základy vyšší violoncellové techniky, Státní hudební vydavatelství, Praha, 1964
- Prosté skladby starých českých mistrů v úpravě Bohuše Herana pro violoncello a klavír nebo pro čtyři violoncella, Státní hudební vydavatelství, Praha, 1965
- Růžový keř. Sbírka lidových písní pro 2 violoncella v základní poloze, Státní hudební vydavatelství, Praha, 1966
- Variační skladby starých českých mistrů v úpravě pro violoncello a klavír nebo pro 2 violoncella, Praha, Supraphon, 1967
- Trnkový keř. Sbírka lidových písní pro 2 violoncella v široké základní poloze, Praha, Supraphon, 1968

### Literární dílo
- Muzikantův skicář. Praha, Hudební matice Umělecké besedy, 1946, 103 s.
- Hanuš Wihan, Praha, Orbis, 1947, 29 + 2 s.
- Dvořák očima interpreta, in: Sborník JAMU 3, Brno, Janáčkova akademie múzických umění, 1961, s. 41-72
- Úvahy nad Bachovými violoncellovými suitami, in: Sborník JAMU 4, Brno, Janáčkova akademie múzických umění, 1963, s. 29–42
- Hraji Beethovena. O interpretaci Beethovenových violoncellových skladeb, Praha, Státní pedagogické nakladatelství, 1965, 149 s.
- Struny a lidé, Ústí nad Orlicí, Jednotný závodní klub, 1971, 20 nečíslovaných stran